# الکساندر گنادیویچ زایتسف
الکساندر گنادیویچ زایتسف (روسی: Александр Геннадиевич Зайцев؛ زادهٔ ۱۶ ژوئن ۱۹۵۲) اسکیت‌باز نمایشی اهل اتحاد جماهیر شوروی سوسیالیستی بود.